# Catolicisme a São Tomé i Príncipe
L'Església Catòlica de São Tomé i Príncipe és part de l'Església Catòlica, sota el lideratge espiritual del Papa i Cúria pontifícia a Roma i constitueix la religió més practicada al país. La majoria dels residents de São Tomé i Príncipe són adherits a l'Església Catòlica.
En 2005 uns 118.000 (88%) residents de São Tome i Príncipe eren membres de l'Església Catòlica. El país té una única diòcesi, la Diòcesi de São Tomé i Príncipe, de la que n'és bisbe Manuel António Mendes dos Santos des de 2006. El bisbe és membre de la Conferència Episcopal d'Angola i São Tomé el president de la qual és Filomeno do Nascimento Vieira Dias, bisbe de Lubango (Angola). D'altra banda, és un dels membres de la Reunió Inter-Regional de Bisbes d'Àfrica Meridional i del Simposi de Conferències Episcopals d'Àfrica i Madagascar.
El Nunci apostòlic de São Tome i Príncipe és l'arquebisbe Novatus Rugambwa, qui també és nunci per Angola. El principal temple catòlic del país és Sé Catedral de Nossa Senhora da Graça de São Tomé.

## Nunciatura apostòlica
La nunciatura apostòlica de São Tomé i Príncipe fou instituïda el 21 de desembre de 1984 amb el breu Ex ipso quo fungimur del papa Joan Pau II.

### Nuncis apostòlics
- Fortunato Baldelli † (4 de maig de 1985 - 20 d'abril de 1991 nomenat nunci apostòlic a la República Dominicana)
- Félix del Blanco Prieto (31 de maig de 1991 - 4 de maig de 1996 nomenat nunci apostòlic a Camerun)
- Aldo Cavalli (2 de juliol de 1996 - 28 de juny de 2001 nomenat nunci apostòlic a Xile)
- Giovanni Angelo Becciu (15 de novembre de 2001 - 23 de juliol de 2009 nomenat nunci apostòlic a Cuba)
- Novatus Rugambwa (6 de febrer de 2010 - 5 de març de 2015 nomenat nunci apostòlic a Hondures)
- Petar Rajič, dal 15 de juny de 2015